# Szárszó és az erdélyi írók
Szárszó és az erdélyi írók – Az 1943. augusztus 23–29. között Balatonszárszón megrendezett konferencia 480 (a Szárszó 1983-as kiadása szerint 600) résztvevője között szép számmal voltak az erdélyi magyar értelmiség képviselői is. Közülük Nagy István már egy évvel korábban, 1942-ben részt vett a Kabai Márton Kör által szervezett paraszt–munkás találkozón.

## A konferencia szellemisége
Az erdélyiek igen aktívan vettek részt a vitákban. Legtöbbjük felszólalásának hangsúlyos mondanivalója a román–magyar viszonyhoz kapcsolódik: „Két kisebbségi sors: felvidéki és erdélyi tapasztalatok árán vallom – írta a konferenciához intézett levelében Balogh Edgár –, hogy a magyar jövő legszebb biztosítéka az egymásra utalt Duna-völgyi magyarok, szlávok és románok igazságos kiegyezése és szövetkezése” (i. m. 183). „A magyarságnak azt kell néznie – jelentette ki hozzászólásában a Németh László „harmadik utat” ajánló előadásával keményen szembeszálló Nagy István –, hogy a társadalmi és gazdasági követelmények terén melyik oldal választja a dolgozó nép szociális felszabadítását, melyik áll a nemzetek egyenjogúsága és függetlensége alapján, melyik akarja a népek megbékélését az igazság és a szabadság alapján… Ez az oldal ma az országban a munkásság és a parasztság pártjainak és a felelős értelmiségieknek a szövetkezésében nyilatkozik meg. Ez az oldal küzd nemzeti függetlenségünkért, a demokráciáért, a magyar nép jogaiért, s küzd azért, hogy kivonjuk magunkat a katasztrófából” (i. m. 229). „…akik Erdélyben élünk – mondta felszólalásában Asztalos István –, a magyar jövőre nézve a szociális kérdések mellett igen fontosnak tartjuk a nemzetiségi kérdést… Vagyis egymásra vagyunk utalva gazdaságilag, szellemileg. Vakság lenne hát éppen a magyar öncélúság érdekében velük a békés együttműködést nem keresni és e mellett az együttműködés mellett ugyancsak szükségszerű magyar érdekről állást nem foglalni” (i. m. 236).
Szabédi László már a szocializmus körül a konferencián uralkodó fogalomzavarról beszélt, míg Bözödi György, aki a székelység sajátságos helyzetére, a nagybirtok kérdésére irányította hallgatói figyelmét, már a szocializmussal szembeni fenntartásai összefüggésében látta a kisebbségekhez való viszonyt is. Kijelentette: „…a szocializmus alapján szeretném szóvá tenni a nemzetiségi kérdést. *Mindnyájan megegyezünk abban, hogy »szocialisták vagyunk«, és ez természetesen a nemzetiségi kérdésben is már eleve bizonyos állásfoglalást jelent. De nyomban hozzátettük azt is, hogy szocialisták vagyunk, – de magyar módra. Tehát nem fenntartás nélkül fogadjuk el a szocializmust mint eszmét, hanem a magyar viszonyokhoz alkalmazva.”
A fenntartások a szocializmussal szemben különösen hangsúlyozódtak az erdélyiek közül Marosi Péter hozzászólásában, aki – miközben óvott az „általános emberi”, illetve a „faji jelleg” kizárólagosságától – aggodalmát fejezte ki az iránt, hogy „…a magyar munkásság vezetői sokszor nem értik meg a magyar fajta együvé tartozásának parancsát. Mi a garanciája annak – tette fel a kérdést –, hogy ez a munkás-vezetőség érvényesíteni tudja majd a magyarság érdekeit az elkövetkező szláv moszkovitizmussal szemben?” (i. m. 61). És emlékeztetve arra, hogy a liberalizmus a polgári Magyarországot a paraszttömegek kizárásával valósította meg, hozzátette: „Milyen garanciát nyújthatnak a munkásság vezetői arra nézve, hogy az újabb felszabadulás, ami most következik, nem jelenti-e majd újra az idegen elemek térhódítását a magyar életben?” (i. m. 62).

## A konferencia utóélete
A szárszói konferencia eseményei és konfrontációi annak lezajlása után is tovább gyűrűztek: az eseményeket a Hitelben Takácsy Miklós értékelte, az erdélyi szereplők közül pedig Nagy István tért vissza Szárszóra, kudarcnak érezve és „teljes világnézeti zűrzavar” helyének minősítve a konferenciát. Aztán évtizedekkel később – már emlékezéseikben – ketten is felidézték az eseményeket: Nagy István és Balogh Edgár. Mindkettejük értékelése alapvetően változatlan, de mindketten említést tesznek a konferencia napjainak egy addig nyilvánosságra nem került mozzanatáról: egy névtelen levélről, amelyet a konferencia számos résztvevője kapott meg „egy kolozsvári vasmunkás” aláírással. Ez a levél – amint Nagy István írja – „…keményen, szinte vádlóan figyelmeztetett felelősségünkre, … radikális tanácsokat adott nekünk a szovjetellenes háborúból való azonnali kilépésre” (Szemben az árral. 529). Balogh Edgártól tudjuk meg, hogy ennek a levélnek a szerzője az akkor már illegalitásban rejtőző Józsa Béla volt, akivel ő, mint írja, előre egyeztetett leveleik tartalmát illetően (Szolgálatban. 284). Nagy István – Borbándi Gyula későbbi mérlegének ellentmondva – felidézi annak emlékét is, hogy a csendőrség különös figyelemmel kísérte a tanácskozást, s többek között az ő felszólalásának gyorsírásos jegyzőkönyvét is bekérték Püski Sándortól. Ugyanő idéz, *Németh Lászlóval való vitáját folytatva – meg nem nevezve –, „egy fiatal református teológus szenvedélyes hangú felszólalásá”-ból, amely „csak egyike volt – és nem a legnyersebbike – a jobboldali szélfúvásnak” (i. m. 532).
1983-ban Budapesten, Györffy Sándor, Pintér István, Sebestyén László és Sipos Attila gondozásában újra megjelent a szárszói konferencia anyaga, ebből azonban kimaradt a Marosi Péter hozzászólása (és az akkori politikai beállítódásból érthetően, többek között az akkor már több évtizede emigrációban élő Gombos Gyuláé, aki a Németh László megfogalmazta „harmadik út” érvényessége mellett érvelt). A konferenciát megelőző és későbbi sajtóvisszhangot is felölelve sok elfelejtett részletet felelevenítő kötet politikai egyoldalúságaival szemben Borbándi Gyulának ezzel egy időben a népi írói mozgalomról az emigrációban megjelent könyve nyújt tárgyszerű képet a negyven évvel azelőtti eseményekről és eleveníti fel hitelesen a konferencia hangulatát, alapproblémáját: „Erdei Ferenc, Nagy István és még néhányan – írja – megosztották a konferencia résztvevőit. Két tábor körvonalai rajzolódtak ki. Egy kisebb rész kiegyezett a kommunizmussal, a nagyobbik kitartott a demokratikus szabadságeszmények mellett. Nem utasította el a kommunistákkal való együttműködést, de nem volt hajlandó alávetni magát” (A magyar népi mozgalom. 339). Ugyanő az erdélyi résztvevőket a viták „jelentősebb és ismertebb felszólalói” s az esti tábortüzek spontán műsorait gazdagító szereplői között említi. A romániai magyar sajtóban viszont a 40 évvel azelőtt történtekre még csak utalás sem történik.
Az 50. évfordulón, 1993-ban, a szárszói konferencia felelevenítésére vállalkozók között viszont már ott találjuk az erdélyieket: Faragó József mint résztvevő idézte fel emlékeit, Gáll Ernő A Hétben követte végig az erdélyi baloldal útját a vásárhelyi találkozótól a szárszói konferenciáig, s az erdélyiek szerepét illetően megállapította, hogy abban – akárcsak az 1943-as Termés-ankétban – a vásárhelyi találkozó öröksége, az 1940 után feléledő transzilvanizmus s benne a román–magyar viszony kiemelt kezelése munkál. Ugyanő a Helikonban (Borbándi Gyulának egy, a konferencia eszmei lényegét felelevenítő tanulmányát követően) Nagy István és Németh László konfrontációját elemzi, megállapítva: „Nagy Istvánnak sikerült egy kisebbségi léthelyzetben kialakított koncepciót – alapvetően megváltozott közegben – össznemzeti síkon képviselnie.” De azt is kimondja, hogy „Ennek a teljesítménynek nagy ára volt. A társai részéről is megnyilvánuló bizalmatlansággal, sőt elmarasztalással kellett szembesülnie” s maga is „nemegyszer visszacsúszott a régebbi szektás álláspontra” (Számvetés. 101). Vizsgálódásainak summájaként végül megállapítja: „A szárszói konferencia tanulságai nehezebben épülhettek be közvetlenül az erdélyi magyar értelmiség köztudatába, a népi orientáció, amely a nemzeti sorskérdések időszerűsített tudatosítására, hiteles valóságismeretre ösztönzött, igen termékenyen érvényesült. Kétségtelen, hogy a romániai magyar művelődésben a hetvenes évek elején észlelhető pezsgést e tradíció feltámasztása is elősegítette” (uo. 102).